# Castello di Monte Tauro
Het Castello di Monte Tauro staat op de berg Tauro of Stierenberg in Taormina, aan de oostkust van het Italiaanse eiland Sicilië. Dit bevindt zich in de metropolitane stad Messina, vroeger provincie Messina genoemd.
Het bouwwerk dateert van de 11e eeuw, toen de Arabieren heersten over het emiraat Sicilië. De buitenmuren zijn bewaard doch de binnenmuren met de dakgebinten zijn ingestort.
Het kasteel kijkt uit vanuit een strategische hoogte over de Ionische Zee. Noordwaarts is de Straat van Messina te zien, en ten zuiden ligt de monding van de Alcantara, alsook de laatste hellingen van de Etna op de rechteroever van de Alcantara. Er is ‘rugdekking’ door het gebergte Peloritani. Te land controleert het kasteel de kustweg tussen de steden Messina in het noorden en Catania ten zuiden.
Het grondvlak ligt op 397 m boven de zeespiegel. Het grondvlak heeft de vorm van een trapezium. Via een kronkelende bergweg van 3 km kan men nog hoger, tot het voormalig Castel Mola in het dorp Castelmola. Dit laatste ligt op 450 m boven de zeespiegel.

## Namen
Het Castello di Monte Tauro wordt ook genoemd Castello di Taormina of Castello Saraceno. De Saracenen waren in deze context de Arabieren die heersten over dit deel van de Middellandse Zee. De Romeinen noemden Monte Tauro castrum inferius of het lager gelegen fort en het Castel Mola het castrum superius of het hoger gelegen fort.

## Historiek

### Voor de Arabieren
Voor de Arabieren stond er op de Monte Tauro al een kleiner fort. Reeds in de Griekse Oudheid stonden er twee akropolissen in Taormina: een op de Monte Tauro en een op de Mola. De Romeinen maakten daarom  het onderscheid tussen een lager gelegen en een hoger gelegen fort. Met het Byzantijns bestuur over Sicilië verrees een klein fort, bemand door een garnizoen, op bevel van de keizer van Byzantium.

### Drie pogingen van de Arabieren tot verovering

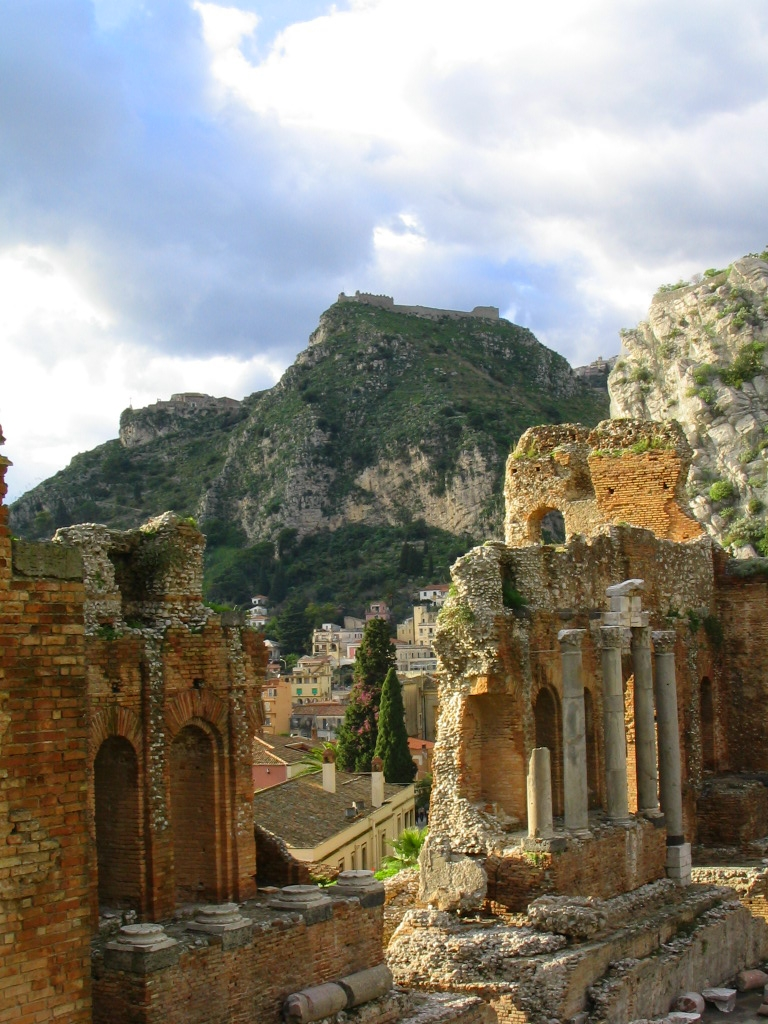
Zicht vanuit het Teatro Greco in Taormina. Midden: Castello di Monte Tauro. Links achter in de hoogte: Castelmola

Tussen het jaar 908 en het jaar 969 bestormden de Arabieren driemaal Monte Tauro met zijn Byzantijns garnizoen en de stad Taormina. 
De eerste capitulatie gebeurde tijdens de regering van keizer Leo VI van Byzantium; de troepen van emir Abu l-'Abbas 'Abd Allah ibn Ibrahim en zijn opvolger Ziyadat Allah III hadden de stad uitgeput (909) en waren te sterk. Hiermee strekte het emiraat Sicilië zich uit tot de oostkust van Sicilië en was Sicilië volledig in Arabische handen. Wanneer deze troepenmacht Sicilië verliet, keerden de Byzantijnen terug. 
De tweede maal dat de Byzantijnen capituleerden, was in de jaren 961-962. De Arabieren bestormden Monte Tauro zowel te land als ter zee. Dit was tijdens de regering van keizer Romanos II. Romanos’ II opvolger Nikephoros II Phokas lanceerde een nieuwe campagne om stukken van Sicilie terug te winnen. Dit lukte in Monte Tauro in Taormina (circa 963). 
De troepen van de emir van Sicilië rukten op naar Taormina. Dit was de derde en definitieve keer. Monte Tauro werd belegerd gedurende vijf jaren: van 964 tot 969. Zowel de stad als de forten van Monte Tauro en Mola waren uitgehongerd. De Byzantijnen capituleerden definitief in 969. De Arabieren hadden Taormina en de oostkust van Sicilië definitief geannexeerd aan hun emiraat. 
In Monte Tauro bouwden zij het kasteel (11e eeuw) zoals deze later bewaard is gebleven.

### Na de Arabieren
Zowat een eeuw later stormde de Normandische oorlogsmachine van graaf Rogier I van Sicilië door het emiraat Sicilië. In 1079 vond de belegering van Taormina plaats. Rogier I werd bijgestaan door zijn zoon, de veldheer Jordaan van Hauteville. De Normandiërs blokkeerden elke toegang tot de stad; ze barricadeerden de haven en bouwden tweeëntwintig houten torens om de stad te bestoken. Na enkele maanden gaven de Arabieren of de Saracenen zich over. Het Castello di Monte Tauro was Normandisch geworden. Er vonden enkele verbouwingen plaats.
In de jaren 1130 lieten de Normandiërs het bestuur van Castello di Monte Tauro over aan de kloosterlingen van San Salvatore della Placa, een klooster dat stond nabij Francavilla di Sicilia dieper in het binnenland. Het kasteel was op deze manier een voorpost van het klooster aan de zee. 
Koning Willem II van Sicilië, bijgenaamd de Goede, gaf het kasteel terug in handen van ridders (midden 12e eeuw).
Keizer Frederik II van het Heilige Roomse Rijk liet het Castello di Monte Tauro bewonen door edellieden die hem trouw waren.
Met de komst van het koninkrijk Aragon en later het koninkrijk Spanje wisselden de bewoners van Castello di Monte Tauro elkaar af volgens koninklijk bevel. Een bekende bewoner was Giacomo Balsamo in 1547 die kapitein-generaal was in de vloot van keizer Karel V alsook vicaris-generaal van Sicilië. In deze periode startte de cultus van de Madonna della Rocca of de Madonna op de Rots. Geronimo Venero, aartsbisschop van Messina, steunde deze Mariaverering.
Na de 16e eeuw nam het militair belang van Castello di Monte Tauro af. Het bouwwerk ging ten dele in verval.